# Психоистория
Психоисто́рия — наука, изучающая психологическую мотивацию поступков людей в прошлом. Как самостоятельная научная дисциплина разработана в послевоенный период Ллойдом Демо́сом. В отечественной науке оригинальные психоисторические подходы предложены А.Г. Асмоловым, С.В. Григорьевым, А.И. Фурсовым и рядом других авторов. 
Сочетает в себе психотерапевтическое погружение (insight) с исследовательской методологией социальных наук, для понимания эмоциональной природы социального и политического поведения групп и наций, в прошлом, настоящем и ожидаемом будущем. Важными объектами для исследования являются детство и семья (в особенности надругательство над детьми), и психологическое изучение антропологии и этнологии.
В одноименной книге Ллойд Демос развивает идеи Зигмунда Фрейда, проводит исследование изменения отношения к детям в течение разных исторических периодов. Детству, а также развитию плода отдается большая роль в развитии психики человека. Демос выделяет три смежные области этой дисциплины:
1. История детства, которая изучает следующие вопросы:
  - Как росли дети?
  - Как строилась семья?
  - Как и почему менялись обычаи?
  - Роль детей в обществе?
  - Отношение к детям. Как их наказывали?
2. Психобиография[англ.]
3. Групповая психоистория